# Арбо (Грузия)
Арбо (груз. არბო) — село в Грузии, на территории Горийского муниципалитета края (мхаре) Шида-Картли.

## География
Село находится в центральной части Грузии, на правом берегу реки Малая Лиахви, на расстоянии приблизительно 23 километров (по прямой) к северу от города Гори, административного центра муниципалитета. Абсолютная высота — 924 метра над уровнем моря.

## Население
По результатам официальной переписи населения 2014 года в Арбо проживало 293 человека (144 мужчины и 149 женщин). В национальной структуре населения грузины составляли 99,7 %.
| Год  | Население, человек |
| ---- | ------------------ |
| 2002 | 278                |
| 2014 | ↗ 293              |